# 鮫島元成
鮫島元成(さめしま もとなり、1950年1月1日 - )は、元筑波大学附属高等学校教諭(1974年-2013年)、日本の柔道家(2014年3月時点、八段)、指導員、審判。鹿児島県出身。

## 経歴
東京教育大学体育学部卒業後、1974年に筑波大学附属高等学校の体育科の教員を務める。1978年には講道館指導員に任命される。全日本柔道連盟強化コーチとして、ソウルオリンピック、バルセロナオリンピック、その他国際試合での全日本ナショナルチームの指導を行った。教師では専門分野を柔道として指導を続けていたが、2013年度をもって定年制度により退職。現在は講道館指導員として勤務し、少年らの指導に当たる。さらに指導員として世界各国の巡回指導へ派遣されることもある。

## 主な実績
- 筑波大学附属高等学校教諭（1974年 - 2013年）
- 文部省主催学校体育実技指導者講習会講師（1998年 - 1999年）
- （公財）全日本柔道連盟教育普及 委員会副委員長（1996年 - ）
- （公財）講道館指導員（1978年 - ）

ほか

## 著書
- 『新しい柔道の授業づくり』 (最新体育授業シリーズ) 大修館書店、2003年6月。ISBN 4-469-26523-3
- 『競技柔道の国際化―カラー柔道衣までの40年』不昧堂出版、1998年3月。ISBN 4-8293-0353-0
- 『Q&A中・高校 柔道の学習指導』大修館書店、2006年10月。ISBN 4-469-26623-X
- 『シリーズ日本の武道〈1〉少年柔道』アリス館、2009年3月。978-4-7520-0431-8
- 『新・苦手な運動が好きになるスポーツのコツ〈3〉柔道 』ゆまに書房、2013年3月。ISBN 978-4-8433-4110-0
- 『これさえ観ればあなたも指導者! ～中学校・武道必修化へ向けて～』ティアンドエイチ株式会社、2010年　NCID BB01610427